# Джанасбаев, Ажибжан Токенович
Ажибжан Токенович Джанасбаев (Жанасбаев Әжібжан Төкенұлы) — бригадир бурильщиков горного цеха Акжалского рудника производственного объединения «Казвольфрам», народный депутат СССР (1989—1991).
Родился в 1949 году в г. Балхаше Джезказганской области. Происходит из племени кереи. Член КПСС с 1971 года.
В 1967 году окончил Акжалскую среднюю школу. Работал откатчиком обогатительной фабрики рудника Акжал. В 1970 году после службы в армии поступил в горный цех бурильщиком скважин.
С апреля 1973 года бригадир бурильщиков горного цеха Акжалского рудника производственного объединения «Казвольфрам».
Награждён орденами Ленина (1986), Трудового Красного Знамени (1976), медалью «В ознаменование 100-летия со дня рождения В. И. Ленина» (1970).
В 1980 году присуждена Государственная премия Казахской ССР.
Народный депутат СССР от Джезказганского территориального избирательного округа № 627 Джезказганской области (1989). Член Комиссии Совета Союза по вопросам труда, цен и социальной политики.
Был участником антиядерного движения «Невада-Семей»